# Societat Coral la Fló
La Societat Coral la Fló és una coral catalana fundada a Martorelles de Dalt (l'actual Santa Maria de Martorelles) el 1r de maig de l'any 1903. La mateixa denominació defineix també l'edifici on té la seu la Societat, al carrer d'Anselm Clavé número 3, de Santa Maria de Martorelles. Avui és una coral mixta formada per unes 25 persones que canten a cappella.

## Història
En origen, la coral era masculina, i servia també per reunir-se i menjar junts periòdicament, fent algunes actuacions per les Caramelles i en trobades de cant coral en altres pobles. Les primeres actuacions femenines es relacionen amb el ball de Gitanes. Per la festa major del poble, a principis del segle xx es reunien a la masia de ca'n Roda per fer una cantada oberta a tothom. No hi ha constància documental que la Coral hagués escrit cançons pròpies.
Al voltant del 1925, en va néixer el «Coro del Dragó» fruit d'una escissió, que feia cantades per les masies i cases del terme durant la Segona Pasqua, i estava format essencialment pels mateixos membres i duien de fet l'estendard de la Societat, amb un repertori local i satíric. Va durar fins a l'inici de la Guerra Civil espanyola el 1936, període durant el qual l'edifici esdevingué la seu de la Lliga Catalana.

De l'interior de l'edifici de planta rectangular, que no disposa de cap protecció patrimonial, en destaca el paviment hidràulic de mosaic, decorat amb motius geomètrics i restaurat. També s'hi conserven diverses fotografies d'actuacions de la coral, un piano de fusta i l'estendard original de la societat amb la data de 1903 gravada al teixit. L'edifici és propietat de la mateixa societat coral. La dècada del 1980 el local va acollir una exposició de les peces documentades durant les excavacions del poblat ibèric de Castellruf, organitzada pel regidor de cultura Andrés Cueto.
L'any 2003 la Societat Coral la Fló va celebrar el centenari de la fundació, amb un cap de setmana ple d'activitats, durant les quals es va instal·lar una placa commemorativa a la façana de l'edifici. El 2018 van col·laborar amb La Marató de TV3 i organitzar una xocolatada durant la Fira de Nadal del poble. El 2021 van participar en el festival Guspira que es va celebrar al mateix municipi.